# Шрёдтер, Адольф

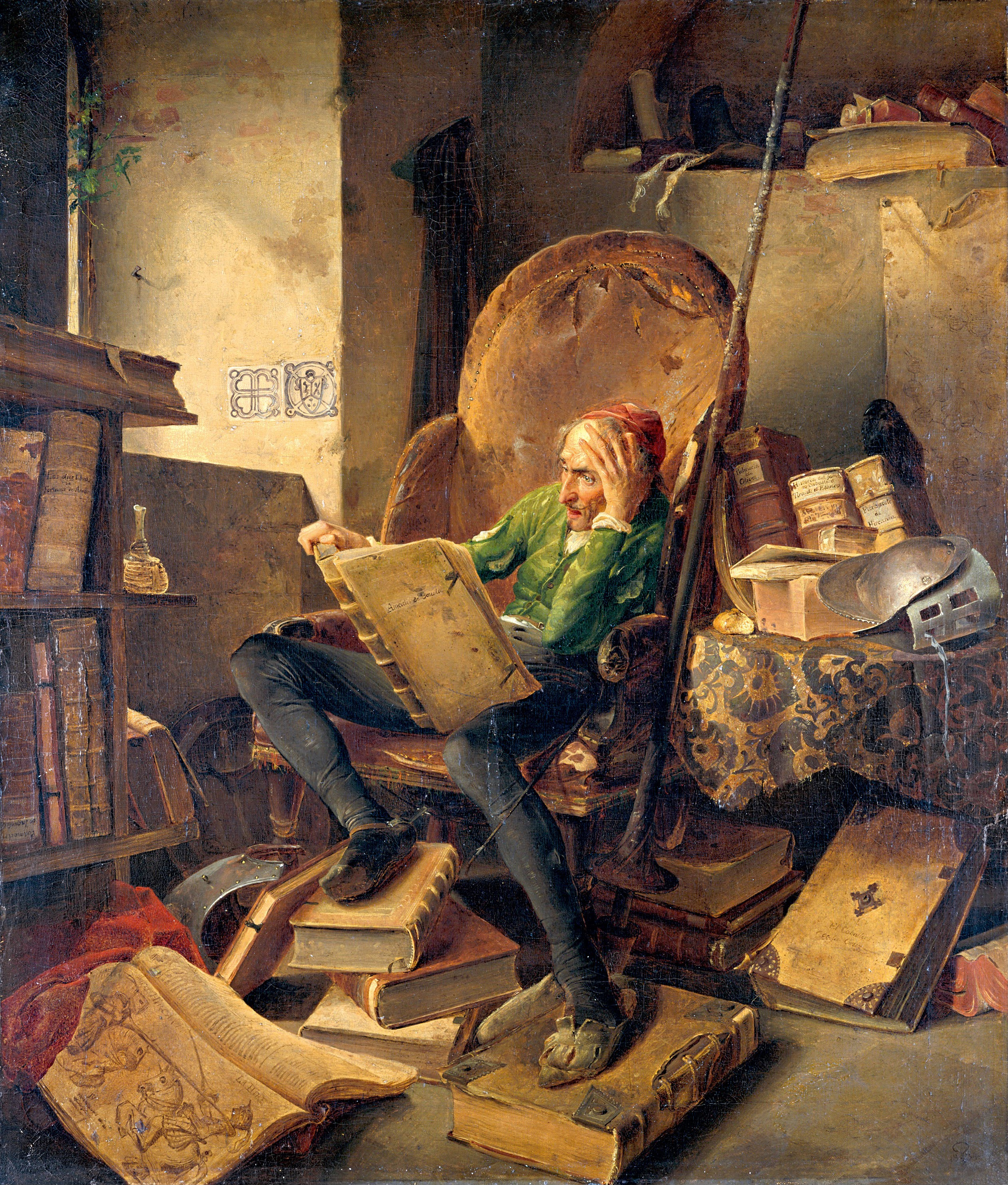
Дон Кихот в библиотеке, 1834

Адольф Шрёдтер (нем. Adolph Schroedter; 28 июня 1805, Шведт — 9 декабря 1875, Карлсруэ) — немецкий живописец, иллюстратор и гравёр, профессор. Представитель Дюссельдорфской художественной школы.

## Биография
Родился в семье гравёра. С 1820 года обучался в Берлине, у графика Людвига Бухгорна. В 1827 году решил полностью посвятил себя живописи, для чего поступил в Берлинскую академию художеств, а в 1829 году перешел в Дюссельдорфскую академию художеств. Учился у Фридриха Вильгельма фон Шадова.
С 1847 года Адольф Шрёдтер стал сотрудничать с сатирическим изданием «Düsseldorfer Monatshefte», в котором помещал свои рисунки и иллюстрации. В 1848 году переехал жить во Франкфурт-на-Майне. В 1854 году — вернулся обратно в Дюссельдорф.
В 1854 году, после основания Фридрихом I Баденским художественной школы, был приглашен директором И. В. Ширмером на должность профессора живописи и рисунка.
С 1859 года по 1872 год — профессор орнамента в Технологическом Институте Карлсруэ.

## Творчество
Считается тонким наблюдателем людей и нравов, остроумным сатириком, отличным рисовальщиком и изобретательным композитором.
Адольф Шрёдтер стал известен преимущественно за свои юмористические жанровые картины и гравюры, но в то же время пользовался уважением также за свои акварели, литографии, рисунки для политипажей, красивые орнаменты и арабески, изображения цветов и т. п.
Многие из его произведений получили огромную популярность. Адольф Шрёдтер считается одним из пионеров немецкого комикса.

## Библиография

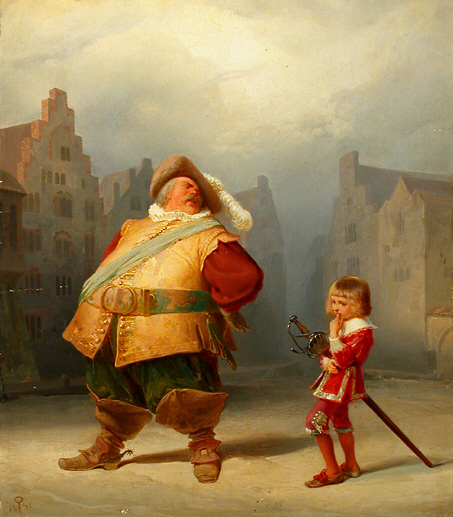
Фальстаф и его паж. 1841

## Избранные работы
- «Умирающий аббат». 1831
- «Кожевник в печали». 1832 (Городская галерея Франкфурта)
- «Проба вина» (1832; находится в Берлинской национальной галерее)
- «Фальстаф и его паж». 1841
- «Гостиничная жизнь на Рейне». 1833 (Национальная галерея в Берлине)
- Фриз Арабески (Дюссельдорф)
- Серия картин и 30 гравюр на сюжеты из «Дон Кихота» Сервантеса, «Мюнхгаузена», «Тиля Уленшпигеля», к пьесе Шекспира «Много шума из ничего», «Фаусту» Гёте, «Народным сказкам» Музеуса, стихотворениям Уланда и др.

Вместе с Детмольдом издал тетрадь карикатур на парламентское филистерство («Piempeier», 1848), композиции в виде фризов «Освящение деревенской церкви на Рейне» (написанные на цинковой доске), акварели «Триумфальное шествие царя-вина» (1852), «Рейнвейн», «Майтранк», «Пунш» и «Шампанское»" (1852), «Четыре времени года» (1854; в музее Карлсруэ) и некоторые др.